# حبیب‌الله لطیفی
حبیب‌الله لطیفی زندانی سیاسی کُرد و محکوم به اعدام است.

## بازداشت و زندان
حبیب‌الله لطیفی، دانشجوی سال آخر رشته مهندسی صنایع در دانشگاه ایلام بود که در روز اول آبان سال ۱۳۸۶ بازداشت شد.
به گفتهٔ نعمت احمدی، یکی از وکلای حبیب الله لطیفی، علت بازداشت وی حوادثی بود که در سال ۱۳۸۵ در سنندج روی داد و منجر به یک آتش سوزی شد که در پی آن چند نفر از جمله حبیب‌الله لطیفی به اتهام محاربه بازداشت شدند. 
الهام لطیفی خواهر این دانشجوی کرد محکوم به اعدام در گفتگو با رادیو فردا با رد اتهامات منتسب به برادرش گفت که او تنها فعالیت فرهنگی و حقوق بشری داشت و کسی که در این حیطه‌ها فعالیت می‌کند نمی‌تواند بمب‌گذار یا محارب باشد.
آن طور که اجلال قوامی، سخنگوی سازمان حقوق بشر کردستان، به رادیو فردا می‌گوید حکم اعدام آقای لطیفی که پیشتر توسط دادگاه بدوی در سنندج صادر شده بود، با اعتراض وکلای مدافع پرونده به تهران رفت. اما چند روز پیش حکم اعدام از طریق شعبه اجرای احکام سنندج به صالح نیکبخت، وکیل حبیب‌الله لطیفی ابلاغ شده و قرار است روز یکشنبه به اجرا درآید.
به گفته قوامی، لطیفی به همراه چند تن دیگر به اتهام ارتباط با گروه پژاک در سنندج دستگیر شدند و به مدت پنج ماه در بازداشتگاه امنیتی سنندج بودند و پس از آن به زندان سنندج انتقال یافتند.
بر اساس گزارش‌ها، سه اتهام متوجه لطیفی بوده است که شامل دست داشتن در انفجارهای صوتی در میدان آزادی سنندج در سال ۸۶، بمب‌گذاری در خودروی دادستان سنندج و نیز حمله به پاسگاهی در این شهر است.
با این حال هادی قائمی، سخنگوی کمپین بین‌المللی حقوق بشر ایران، معتقد است، دلایلی که برای اثبات این حکم آمده به عملیاتی برمی‌گردد که هر گونه دخالت در آن از سوی آقای لطیفی به شدت تکذیب شده است.
قائمی به رادیو فردا می‌گوید که دادگاه شواهدی را که علیه آقای لطیفی به کار رفته به وی یا وکیلش نشان نداده و تنها به سخنان نیروهای امنیتی تکیه کرده است.
سخنگوی کمپین بین‌المللی حقوق بشر در ایران همچنین با دعوت از همگان برای اعتراض به این حکم و جلوگیری از اجرای آن متذکر شده است که «ما این موضوع را روندی خطرناک در قبال منتقدان و فعالان سیاسی و اجتماعی می‌بینیم که چنین جرم‌هایی به آنها منسوب شود و بدون هیچ شواهد محکمی به اعدام محکوم شوند.»
در همین حال آن طور که اجلال قوامی، به رادیو فردا می‌گوید، جلال طالبانی رئیس جمهور عراق نیز در یکی از سفرهای غیررسمی خود به تهران برای انجام معالجات پزشکی، در دیداری با مسئولان قضایی درخواست آزادی لطیفی را مطرح کرده است.
قوامی می‌افزاید که منابع موثق در دفتر ریاست جمهوری عراق و دفتر اتحادیه میهنی کردستان عراق در تهران، تأیید کرده‌اند که این درخواست در فضایی دوستانه طرح شده است.
در این میان، صدور حکم اعدام برای حبیب‌الله لطیفی با اعتراض سازمان عفو بین‌الملل و کمپین بین‌المللی حقوق بشر در ایران مواجه شده است.
عفو بین‌الملل در بیانیه‌ای که روز جمعه انتشار یافت خواستار آن شده است که مقام‌های ایرانی به سرعت روند اجرای حکم لطیفی را متوقف کنند.
کمپین بین‌المللی حقوق بشر در ایران نیز، در بیانیه‌ای با توصیف این حکم به عنوان حکمی ناعادلانه، خواستار لغو آن و نیز بازبینی پرونده توسط یک قاضی مستقل از نیروهای امنیتی شده است.

## حکم اعدام
وی به اتهام «اقدام علیه امنیت ملی» و «محاربه» به اعدام محکوم شده است.
حکم اعدام لطیفی نخستین بار در تابستان سال ۱۳۸۷ اعلام شده بود که با اعتراض وکلای او برای دادگاه تجدیدنظر ارسال شده بود اما در زمستان همان سال، دادگاه تجدید نظر نیز حکم اعدام را تأیید کرده بود.
بنا به گفته چند گروه مدافع حقوق بشر در داخل و خارج ایران، پرونده لطیفی برای تجدید نظر نهایی به دیوان عالی ایران هم ارجاع داده شده بود و این دیوان در بهار سال ۱۳۸۸ این حکم اعدام را مجدداً تأیید کرده بود.
در دی ماه ۱۳۸۹ مجدداً حکم اعدام او اجرا نشد.

### واکنش‌ها
سازمان عفو بین‌الملل چهارم دی ماه طی بیانیه‌ای از مقامات ایران خواست تا با برگزاری مجدد یک دادگاه عادلانه برای حبیب‌الله لطیفی، حکم اعدام او را لغو کنند. در این بیانیه به روش برگزاری دادگاه این فعال کرد اشاره شده و این موضوع مورد توجه قرار گرفته که دادگاه غیرعلنی بوده و خانواده متهم حق حضور در آن را نداشته‌اند.
سازمان دیده‌بان حقوق بشر نیز طی بیانیه‌ای با اشاره به شکنجه لطیفی در زندان و اعترافاتی که تحت شکنجه از او گرفته شده و مبنای دادرسی قرار گرفته، خواهان اعاده دادرسی این متهم شد.
جمعی از زندانیان سیاسی زندان رجایی‌شهر کرج نیز طی نامه‌ای حکم اعدام حبیب‌الله لطیفی را محکوم کرده و خواستار محاکمه عادلانه این متهم شدند.
نویسندگان این نامه همچنین در آستانه سفر کمیسر عالی حقوق بشر سازمان ملل به ایران خواستار ملاقات با او یا نمایندهٔ وی شده و نوشته‌اند: «در این دیدار با طرح بند بند بدرفتاری‌های صورت‌گرفته در دوران محکومیت‌مان این فرصت به ما داده شود تا از نزدیک با نماینده این سازمان جهت بازگشودن و تشریح پروندهای سیاسی خود دیدار داشته باشیم».
ده‌ها نویسنده، روزنامه‌نگار، هنرمند، استاد دانشگاه و فعال حقوق بشر ایرانی نیز طی نامه‌ای از دولت‌ها و مجامع بین‌المللی خواسته‌اند تا برای توقف حکم اعدام حبیب‌الله لطیفی هرچه سریع‌تر اقدام کنند و «از جمهوری اسلامی بخواهند که به بازداشت‌ها و محاکمات بی‌رویه فعالان جنبش مدنی و سیاسی پایان دهد».
این نامه به کمیساریای عالی حقوق بشر سازمان ملل، لیگ جهانی حقوق بشر و سازمان عفو بین‌الملل فرستاده شد.
منیره برادران، شهلا شفیق، کامبیز قائم مقام، کاظم کردوانی و بابک داد از جمله امضاکنندگان این بیانیه بودند.

## منابع

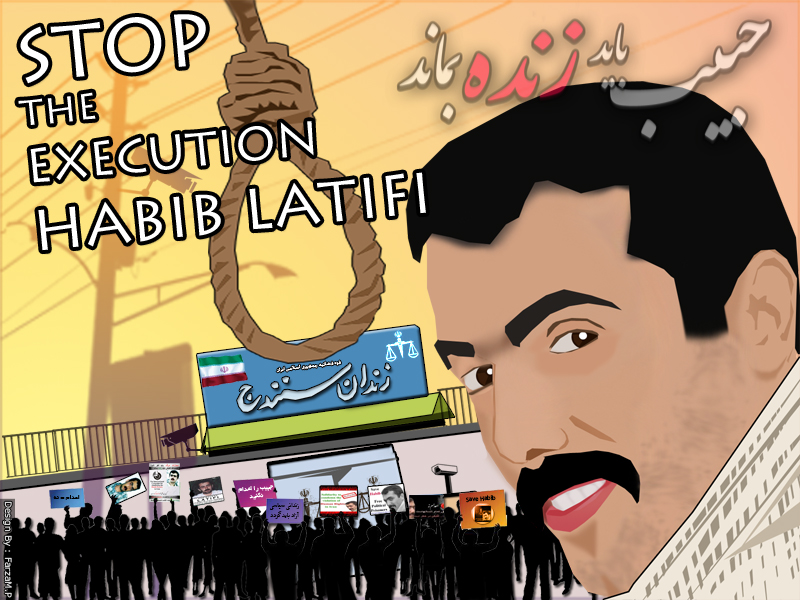
Save Habib
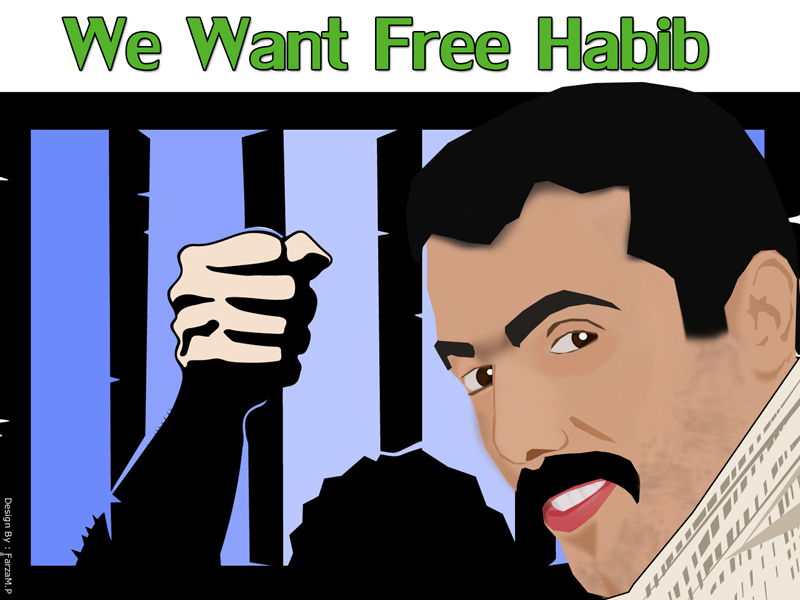
Save Habib
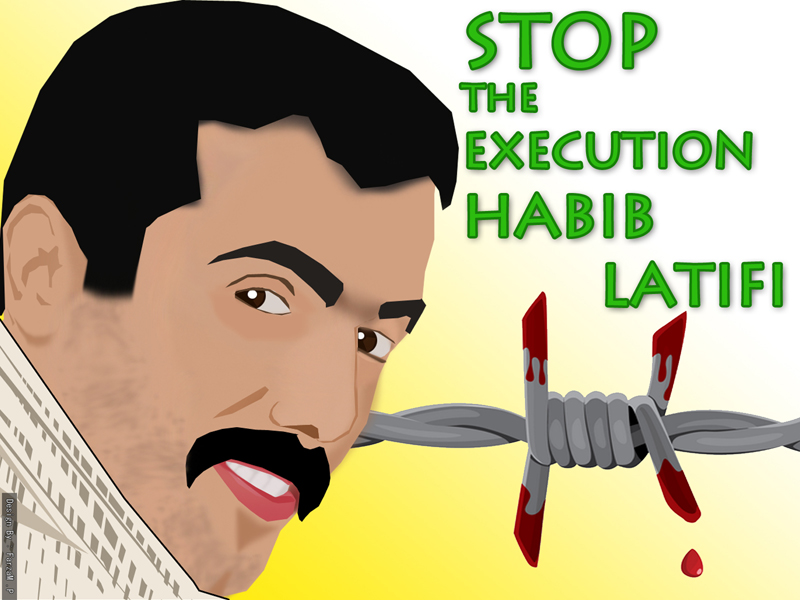
Save Habib
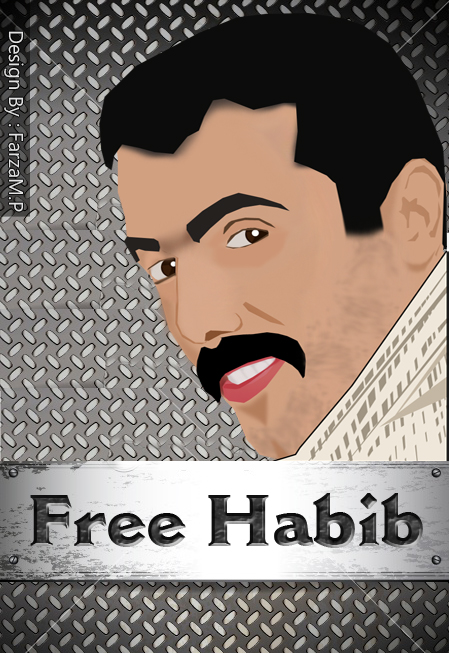
Save Habib